# Höhlen von Goyet

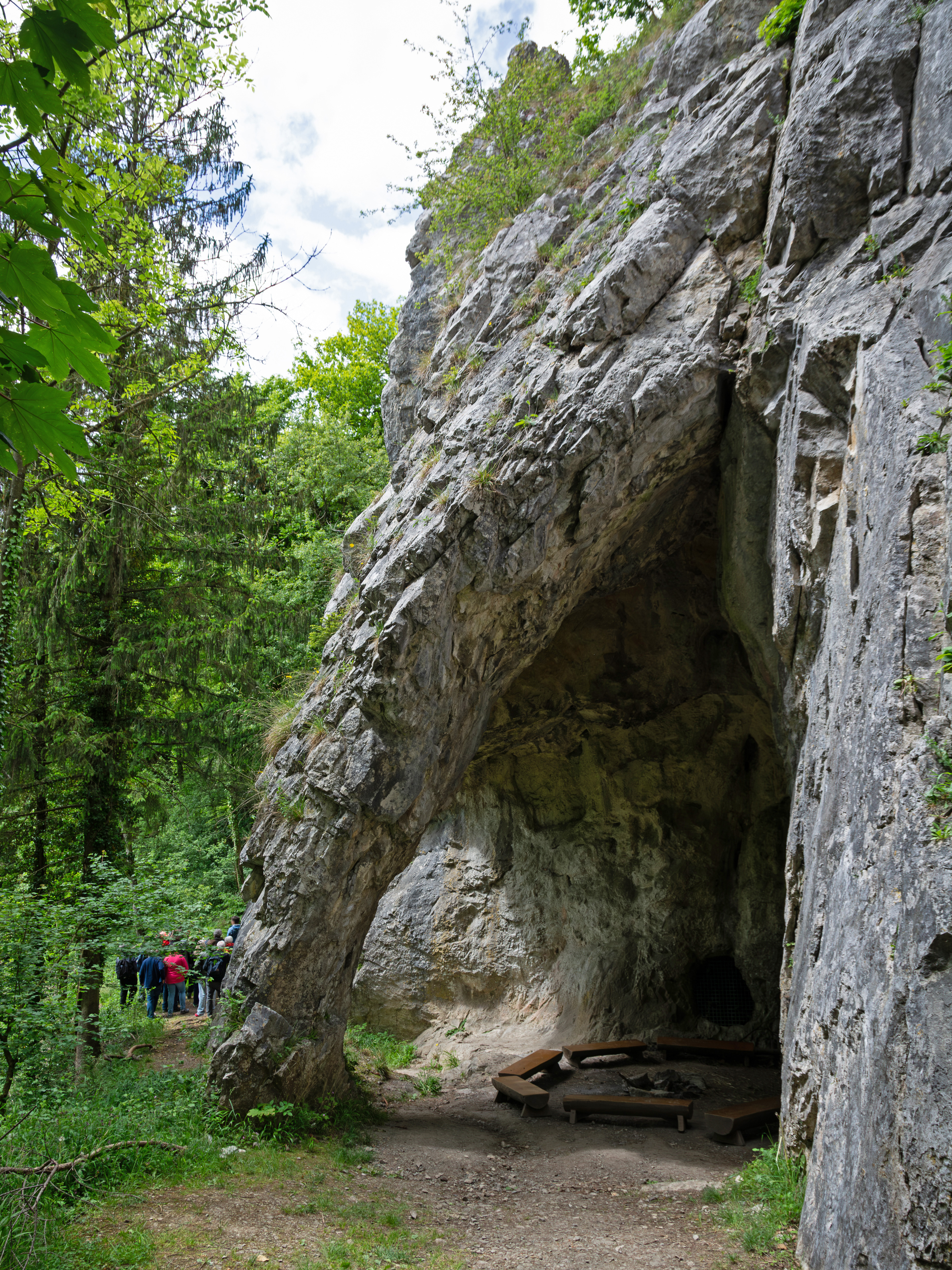
Höhle von Goyet

Die Höhlen von Goyet im Weiler Goyet in der Gemeinde Gesves, Provinz Namur in Belgien, am Fluss Struviaux erlangten aufgrund archäologischer Funde internationale Bekanntheit.

## Funde
In den Höhlen von Goyet entdeckte man zahlreiche Überreste von Neandertalern. Wissenschaftler fanden an den Knochen Schnittspuren und Kerben, die darauf hindeuten, dass es innerhalb der Gemeinschaft der Neandertaler zu Kannibalismus gekommen ist. Diese Befunde belegen dies erstmals für den nördlichen Bereich Europas.

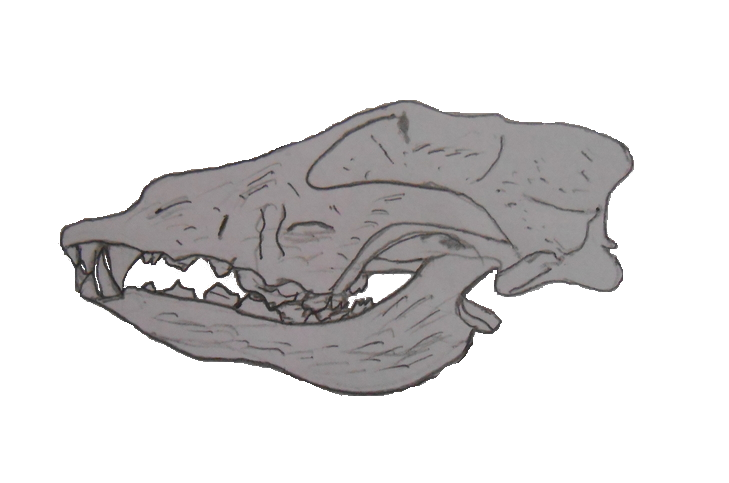
Hundeschädel

Des Weiteren wurde im 19. Jahrhundert der Schädel eines Hundes von der Zooarchäologin Mietje Germonpré auf ein Alter von 31.700 (inzwischen 36.000) Jahren datiert und als ältester bekannter Knochen eines Hundes in der Menschheitsgeschichte eingeordnet.
Höhlen mit Neandertalerresten in Belgien: 1 Schmerling-Höhlen (Engis); 2 Grotte de la Naulette; 3 Grotte von Spy; 4 Grottes des Fonds-de-Forêt; 5 Trou de l’Abîme; 6 Grotte Scladina; 7 Walou; 8 Höhlen von Goyet.
Als viel beachteter Fund gelten Knochen von sich vegan ernährenden Höhlenbären, die in der letzten Kaltzeit vor etwa 400.000 Jahren in Europa lebten und vor rund 25.000 Jahren wegen des klimatisch bedingten geringen Nahrungsangebots ausstarben. Die Untersuchungen zur Ernährung wurden unter Hervé Bocherens, Universität Tübingen, durchgeführt.